# Смагин, Сергей Юрьевич
Сергей Юрьевич Смагин (род. 2 июня 1963, Махачкала, Дагестанская АССР, РСФСР, СССР) — советский и украинский баскетболист. Рост — 208 см.

## Биография
Родился в 1963 году в городе Махачкала.
Начал играть в баскетбол в 1975 году в возрасте 12 лет. Первые шаги в баскетболе начал делать в махачкалинской команде «Гороно». В составе юношеской сборной СССР (U-16) выступал на чемпионате Европы 1979 года (5 место).
Смагин выступал за ЦСКА, московское «Динамо» и николаевский НКИ. Всего отыграл 12 сезонов в высших лигах СССР и Украины. В составе студенческой сборной СССР завоевал бронзовую медаль на Универсиаде 1991 года. 

## Еврокубки
29 сентября 1993 года в домашнем матче Кубка Корача-1993/1994 против московского «Динамо» набрал 18 очков.

6 октября 1993 года в ответном матче еврокубка с москвичами набрал 23 очка. В этом двухматчевом противостоянии состоялась дуэль двух махачкалинцев — Антипова и Смагина.

## Игры за сборные
За сборные СССР и Украины провел 21 международную игру.

## Достижения
- Бронзовый призер Универсиады: 1991.
- Серебряный призёр чемпионата Украины: 1992.
- Бронзовый призёр чемпионата Украины: 1993.

## Постспортивная деятельность
Ныне занимается предпринимательством. Также активный участник баскетбольных соревнований среди ветеранов. Является золотым и серебряным призёром чемпионатов Украины среди ветеранов в возрастной группе 40+.